# Ansonica Costa dell'Argentario
L'Ansonica Costa dell'Argentario è una DOC riservata ad alcuni vini la cui produzione è consentita nella provincia di Grosseto.
Il vino è ottenuto dall'omonimo vitigno autoctono presente nella zona del Monte Argentario e all'Isola del Giglio dove assume la suddetta denominazione. Il medesimo vitigno è presente anche all'Isola d'Elba, in alcune aree della Sardegna e in Sicilia, dove viene chiamato Inzolia: in queste tre zone, il vino prodotto assume altre denominazioni.
L'Ansonica esige per una corretta maturazione caratteristiche microclimatiche particolari, con intenso soleggiamento, temperature elevate e precipitazioni nulle o scarsissime, in particolar modo durante la fase vegetativa. I territori comunali dove è prevista dal disciplinare la produzione dell'Ansonica Costa dell'Argentario DOC sono quelli di Manciano, Orbetello, Monte Argentario, Capalbio e Isola del Giglio.

## Zona di produzione
La zona di produzione comprende:
l'intero territorio dei comuni:
Provincia di Grosseto
- Isola del Giglio
- Monte Argentario

Solo parte del territorio dei comuni di:
Provincia di Grosseto
- Manciano
- Orbetello
- Capalbio

## Storia
Il vitigno Ansonica potrebbe essere originario della Francia, diffuso in epoca normanna nel Mediterraneo orientale. Altre ipotesi, meno accreditate e che non trovano riscontri certi, ne collocano l'origine nel medio oriente. L'unica certezza è che già in epoca antica, l'Ansonica ha trovato la sua diffusione in Italia meridionale, in Sardegna, nell'isola d'Elba e nella costa della Toscana meridionale, in Maremma.

## Tecniche di produzione
Nella designazione dei vini Ansonica Costa dell'Argentario DOC può essere menzionata la dizione Vigna purché sia seguita dal relativo toponimo. Sulle etichette di ciascuna tipologia di vino è obbligatorio riportare l'annata di produzione delle uve.

## Disciplinare
L'Ansonica Costa dell'Argentario DOC è stato istituito con DM 28 aprile 1995 pubblicato sulla Gazzetta Ufficiale n. 125 del 31 maggio 1995.
Successivamente è stato modificato con:
- DM 24 novembre 2011 GU 280 – 1 dicembre 2011
- DM 30 novembre 2011 GU 295 – 20 dicembre 2011
- DM 12 luglio 2013 Pubblicato sul sito ufficiale del Mipaaf Sezione Qualità e Sicurezza - Vini DOP e IGP
- La versione in vigore è stata approvata con DM 7 marzo 2014 Pubblicato sul sito ufficiale del Mipaaf Sezione Qualità e Sicurezza Vini DOP e IGP[1]

## Tipologie

### Ansonica Costa dell'Argentario
| uvaggio                        | Ansonica minimo 85% Uve a bacca bianca massimo 15% |
| titolo alcolometrico minimo    | 11,50% vol.                                        |
| acidità totale minima          | 4,5 g/l.                                           |
| estratto secco minimo          | 15,00 g/l                                          |
| resa massima di uva per ettaro | 110 q.                                             |
| resa massima di uva in vino    | 70 %                                               |

#### Caratteristiche organolettiche
- colore: giallo paglierino più o meno intenso
- odore: caratteristico, leggermente fruttato, con sentori di macchia mediterranea
- sapore: asciutto, morbido, vivace e armonico

#### Abbinamenti consigliati
Per le sue caratteristiche, l'Ansonica Costa dell'Argentario va servito a temperature di 8-10 °C ed è abbinabile in generale a tutti i piatti a base di pesce (antipasti e insalate di mare, primi e secondi) e a zuppe di verdura; recentemente, è stato riconosciuto ottimo anche l'abbinamento con il sushi.
Inoltre, risulta molto indicato con i frutti di mare e con le ostriche, con le quali si abbina ancor meglio rispetto allo champagne (l'abbinamento ostriche-champagne è un'esaltazione della tradizione e della poesia ma l'effervescenza tipica dello champagne si adegua ad alimenti più grassi e succulenti delle ostriche).